# شهرستان جکسون (میشیگان)
شهرستان جکسون، میشیگان (به انگلیسی: Jackson County, Michigan) یک سکونتگاه مسکونی در ایالات متحده آمریکا است که در میشیگان واقع شده‌است.